# راینر فون فیانت
راینر فون فیانت (انگلیسی: Rainer von Fieandt؛ ۲۶ دسامبر ۱۸۹۰ – ۲۸ آوریل ۱۹۷۲) یک سیاست‌مدار اهل فنلاند بود.